# Manuel José de Lavardén
Manuel José de Lavardén (Buenos Aires, 1754 – Colonia del Sacramento, 1809) è stato un poeta, drammaturgo e giornalista argentino.

## Biografia

### Infanzia e studi
Figlio dell'avvocato Juan Manuel de Lavardén e di María Josefa Aldao y Rendón, studiò inizialmente a Buenos Aires, proseguendo all'Università di Chuquisaca, dove ricevette una formazione neoclassica.
Successivamente si trasferì in Spagna, dove studiò giurisprudenza e perfezionò la sua formazione letteraria a Granada, Toledo e Madrid.
Rientrato a Buenos Aires a causa della morte del padre nel 1777, proseguì gli studi letterari e di filosofia all'Università di San Carlos dove insegnò negli anni successivi, frequentando un gruppo 'progressista' di idee illuministiche, che mirava a studiare le scienze e la loro diffusione, formatosi attorno a Juan José de Vértiz y Salcedo, governatore del Río de la Plata dal 1770 al 1776, e viceré nel 1778.

### Carriera letteraria, opere e stile
Il gruppo 'progressista' manifestò le proprie idee e opere sul giornale El Telégrafo mercantil, sul cui primo numero del 1º aprile 1801, pubblicò l'Ode al Paraná di Lavardén, caratterizzata da un linguaggio solenne ed elementi neoclassici, come ninfee e nereidi, oltre che dalle descrizioni liriche della natura americana, e soprattutto del fiume Parana, simbolo della prosperità del territorio, personificato come una divinità, celebrato perché aiuta lo sviluppo e la diffusione del commercio, dell'agricoltura, dell'industria, del progresso e ispiratore dei poeti.
Lavardén è noto soprattutto per la prima opera teatrale argentina e la prima opera non religiosa argentina, la tragedia in tre atti intitolata Siripo, presentata in anteprima al Teatro Rancheria di Buenos Aires nei giorni del carnevale 1789.
Siripo è basato sulla leggenda cinquecentesca Argentina (1612) di Ruy Díaz de Guzmán, e descrive le vicende del conquistador spagnolo Sebastián Hurdato e di sua moglie, Lucía Miranda, rapita dal capo indios Siripo e costretta a sposarlo anche se ama ancora Hurdato. Dopo che la donna ha salvato la vita a Hurdato, fatto prigioniero dagli indios, l'opera si conclude con l'uccisione della donna e di Siripo, da parte del marito spagnolo.
Di Siripo solo il secondo atto ci è pervenuto, ma la fortuna che l'argomento ottenne in seguito nel teatro argentino, evidenziò la validità dell'opera, sia per lo stile neoclassico sia per gli elementi romantici, come l'amore, la gelosia, la morte, oltre che il dualismo barbarie e civiltà.
Tra le altre sue opere teatrali si ricordano La muerte de Filipo de Macedonia (La morte di Filippo di Macedonia) e La pérdida de Jerusalén por Tancredo (La perdita di Gerusalemme da parte di Tancredi), che non furono rappresentate a causa dell'incendio del Teatro Rancheria.

### Agricoltura, politica e la morte
Lavardén si interessò all'agricoltura e all'industria, leggendo opere di economia politica, fisica e chimica in francese e italiano, amministrando un allevamento di bovini, di mucche, di tori e dal 1791 di pecore merinos, che introdusse per primo dalla Spagna in un ranch a Colonia del Sacramento, dove creò anche un impianto di salatura.
Durante le invasioni britanniche del Río de la Plata, tra il 1806 e il 1807, partecipò alla riconquista, dopo di che si ritirò nel suo ranch a Colonia del Sacramento, dedicandosi alle attività agricole, dove morì nel 1809, pochi mesi prima della Rivoluzione di Maggio, di cui fu un anticipatore, da un punto di vista culturale.

## Opere principali
- Sátira Literaria, (poesía), 1786;
- Siripo, (tragedia), 1789;
- La muerte de Filipo de Macedonia y la pérdida de Jerusalén por Tancredo, 1789;
- Oda al majestuoso río Paraná, (poesía) 1801;
- Nuevo aspecto del comercio del Río de la Plata, 1801;
- Disertación para leer entre amigos, 1801.